# ایستگاه راه‌آهن گرگر
ایستگاه راه‌آهن گرگر در هادیشهر، استان آذربایجان شرقی واقع شده‌است. این ایستگاه که تحت مالکیت شرکت راه‌آهن جمهوری اسلامی ایران قرار دارد و به هادیشهر خدمات‌رسانی می‌کند، در ۳ کیلومتری غرب مرکز محلهٔ گرگر هادیشهر و ۵ کیلومتری جنوب غربی محله علمدار واقع شده‌است.

## خط راه‌آهن
- خط راه‌آهن تبریز-جلفا (de)